# Novacerus
Tribu
Genre
Synonymes
- Neocerus Salmon, 1941 nec Wasmann, 1893

Novacerus est un genre de collemboles de la famille des Tomoceridae, le seul de la tribu des Novacerini.

## Liste des espèces
Selon Checklist of the Collembola of the World (version du 21 août 2019) :
- Novacerus insolitatus (Salmon, 1941)
- Novacerus spinosus (Salmon, 1941)
- Novacerus tasmanicus (Womersley, 1937)

## Publications originales
- Salmon, 1941 : The Collembolan fauna of New Zealand, including a discussion of its distribution and affinities. Transactions and Proceedings of the Royal Society of New Zealand, vol. 70, p. 282-431 (texte intégral).
- Salmon, 1942 : Supplement to the Collombolan fauna of New Zealand. The genus Ceratrimeria Borner in New Zealand and a new genus Novacerus to replace the genus Neocerus (pre-occupied). Transactions and Proceedings of the Royal Society of New Zealand, vol. 71, p. 254-259 (texte intégral).